# Calle del Cordón
La calle del Cordón es una estrecha e irregular vía de Madrid, del barrio de Palacio, en el distrito Centro, que desciende en sentido norte-sur, desde la plaza de la Villa a la calle de Segovia, describiendo un breve arco en la confluencia con la calle del doctor Letamendi. Llamada en su origen calle que baja de la plaza de San Salvador a San Pedro, se conoció luego como calle de los Azotados, hasta que en 1835, un acuerdo municipal la rebautizó calle del Cordón, tomando como referencia un legendario cordón labrado en un escudo de piedra de una de las casas de la plazuela que con el mismo nombre se encuentra en el extremo norte de la calle.

## Historia
Esta vía, urbanizada con varios tramos de escalinatas, se trazó sobre el primitivo camino que unía las iglesias de San Salvador y San Pedro el Viejo. No está rotulada en el plano de plano de Texeira (1656) y figura como calle de los Azotados en el de Antonio Espinosa de los Monteros de 1769. Se conservan antecedentes de construcciones particulares desde 1624.
Ángel Fernández de los Ríos, en su Guía de Madrid de 1876, recoge el origen –probablemente legendario– del antiguo nombre de esta calleja: «Fué uno condenado a sufrir azotes, entre otros puntos frente á su casa, á la cual dieron en llamar la casa del azotado; quiso el dueño venderla, no encontró comprador y la puso fuego, que consumió también las inmediatas; castigóse al incendiario y se confirmó el nombre de la calle, mandando que todos los azotados pasasen por ella».
Otro cronista madrileño, Pedro de Répide, la describía en la primera mitad del siglo xx como «callejuela estrecha, sin paso de carruajes en su primer trozo», formado por la fachada posterior del convento de las Carboneras y los muros de la casa de Cisneros. Seguía luego un tramo sinuoso que bajaba en pronunciada pendiente desde la plaza del Cordón a la calle de Segovia.